# Alentisque
Alentisque – gmina w Hiszpanii, w prowincji Soria, w Kastylii i León, o powierzchni 34,97 km². W 2011 roku gmina liczyła 34 mieszkańców.